# Cipher System
Cipher System ist eine schwedische Melodic-Death-Metal-Band.

## Geschichte
Cipher System wurde 1996 gegründet. Das 1998 aufgenommene Demo Path of Delight konnte zwar das Interesse eines Labels wecken, da alle Bandmitglieder jedoch unter 18 waren, kam kein Vertrag zustande. Mit der Demo Eyecon und weiteren Stücken konnte Cipher System die Aufmerksamkeit von Lifeforce Records auf sich ziehen, so dass 2003 die drei nicht auf Eyecon vertretenen Stücke auf einer Split-EP mit By Night veröffentlicht wurden. 
2004 folgte das Debütalbum Central Tunnel Eight. Nach diesem Album war es zwischenzeitlich recht still um die Band. Nachdem im März 2008 Andreas Solveström als neuer Sänger sowie im Mai 2008 Andreas Allenmark als neuer Gitarrist eingestiegen sind, kündigten Cipher System neue Aufnahmen und Verhandlungen mit Plattenfirmen an. Mit Objection und Forget to Forgive wurden Demoversionen von zwei neuen Songs bei MySpace eingestellt. Im März 2009 wurde der Schlagzeuger Emil Frisk als Nachfolger von Pontus Andersson vorgestellt.
Sänger Andreas Solveström ist im Juni 2009 aus Zeitmangel wieder ausgeschieden, da er sich verstärkt seinen beiden anderen Bandprojekten widmen möchte.
Als neuer Sänger wurde Carl Obbel gefunden, der auch auf dem 2011 veröffentlichten Album Communicate the Storms zu hören ist.

## Diskografie
- 1998: Path of Delight (Promo)
- 2001: Eyecon (Promo)
- 2003: Cipher System / By Night (Split-EP) (Lifeforce Records)
- 2004: Central Tunnel Eight (Lifeforce Records)
- 2011: Communicate the Storms (Nuclear Blast)
- 2015: 20th Anniversary (Best-Of)